# Achyrolimonia
Achyrolimonia är ett släkte av tvåvingar som beskrevs av Alexander 1965. Achyrolimonia ingår i familjen småharkrankar.

## Bildgalleri

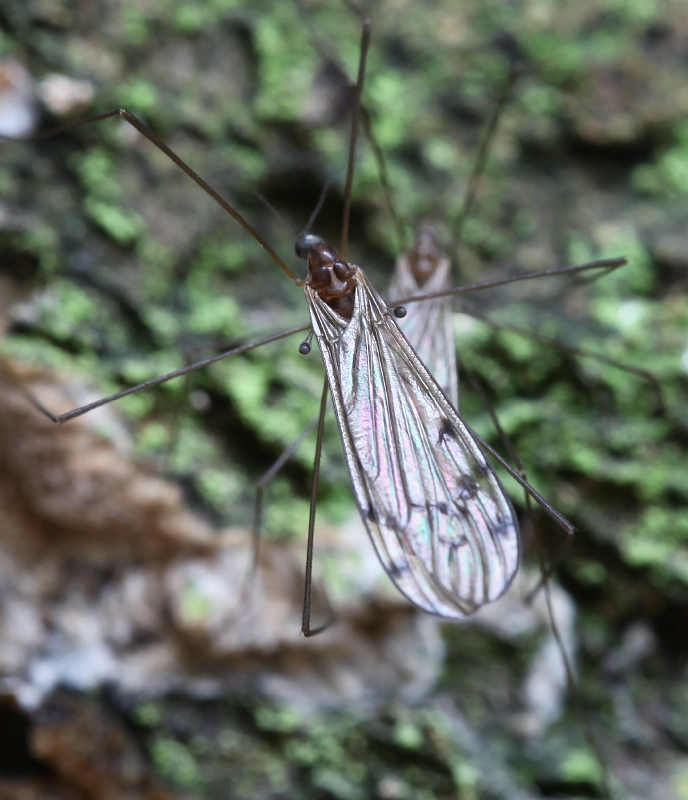

## Dottertaxa tillAchyrolimonia, i alfabetisk ordning[1][2]
- Achyrolimonia alcestis
- Achyrolimonia atrichoptera
- Achyrolimonia basispina
- Achyrolimonia bequaerti
- Achyrolimonia bisalba
- Achyrolimonia brunneilata
- Achyrolimonia claggi
- Achyrolimonia coeiana
- Achyrolimonia corinna
- Achyrolimonia cuthbertsoni
- Achyrolimonia decemmaculata
- Achyrolimonia galactopoda
- Achyrolimonia holotricha
- Achyrolimonia immerens
- Achyrolimonia leucocnemis
- Achyrolimonia millotiana
- Achyrolimonia monacantha
- Achyrolimonia neonebulosa
- Achyrolimonia perarcuata
- Achyrolimonia persuffusa
- Achyrolimonia pothos
- Achyrolimonia potnia
- Achyrolimonia protrusa
- Achyrolimonia recedens
- Achyrolimonia recurvans
- Achyrolimonia saucroptera
- Achyrolimonia staneri
- Achyrolimonia synchaeta
- Achyrolimonia trichoptera
- Achyrolimonia trigonella
- Achyrolimonia trigonia
- Achyrolimonia trigonoides
- Achyrolimonia venustipennis